# Jacky Vincent
Jacky Vincent (Portsmouth, Inglaterra; 23 de enero de 1989) es un músico y guitarrista británico conocido por ser el ex guitarrista  de la banda estadounidense de post-hardcore Falling In Reverse, el cual dejó la banda en octubre de 2015 para dedicarse a su proyecto de solista, Vincent hizo dos álbumes como solista, el primero llamado Star X Speed Story, publicado en 2013 por la disquera Shrapnel Records y el segundo llamado Life Imitating Art lanzado en 2018, actualmente es el guitarrista de la banda de power metal Cry Venom.

## Biografía
Jacky Vincent nació el 23 de enero de 1989 en Portsmouth, Reino Unido, desde pequeño siempre fue apasionado a las guitarras, su padre le enseñó a tocar guitarra a los 5 años de edad.
Él es uno de los dos hermanos, tiene una hermana mayor. Su padre era un músico que también tocaba la guitarra, al igual que su hermano, tocó de forma intermitente durante algunos años, pero no comenzó a practicar realmente hasta que tenía alrededor de 14-15. Su primera guitarra era una cuerda de nailon barata de 12 trastes que heredó de su hermano. Su primera guitarra eléctrica fue una Stratocaster Squier negra incluida en un paquete de guitarra. Él dijo que el momento en que comenzó a tomarse la guitarra en serio fue cuando sus primos le enseñaron a Racer X y Michael Angelo Batio. Antes, se centró principalmente en tocar como Slash y Joe Satriani. Durante su adolescencia, fue capaz de aprender por sí mismo todo el Best of the Beast de Iron Maiden. Asistió a una escuela de música en Inglaterra, pero nunca ha indicado cuál, pero le ha acreditado que lo ayudó con los horarios de práctica.

## Carrera musical

### Falling In Reverse (2009-2015)
En 2009 Vincent publicó en su cuenta de MySpace un vídeo donde demuestra la velocidad en los solos de guitarra, tras la salida de Gilbert Catalano de Falling In Reverse, Nason Shoeffler contactó a Jacky para unirse como guitarrista rítmico, Jacky viajó de Inglaterra a Estados Unidos pero el guitarrista líder Anthony Avila deja la banda, esto dio el paso para que Jacky se convirtiera en el guitarrista líder.
En diciembre de 2010, Ronnie Radke fue puesto en libertad tras cumplir una sentencia de 2 años en prisión, una semana después la banda comienza a grabar su primer álbum con Jacky como guitarrista líder, su primer álbum fue publicado en julio del 2011, Vincent fue reconocido como uno de los mejores guitarristas en la actualidad.
En octubre de 2015 Jacky deja la banda para dedicarse a su proyecto de solista, la salida fue amistosa y emotiva, en noviembre de 2015 se conoció al qué sería el reemplazo de Jacky quien sería Christian Thompson, Vincent participó en los 3 primeros álbumes de la banda siendo reconocido como de los mejores guitarristas en la actualidad.

### Cry Venom
En 2016, Vincent formó una banda neo-power metal llamada Cry Venom con el bajista Niko Gemini, el tecladista Colton Majors, el vocalista principal Aleksey Smirnov y el baterista Wyatt Cooper.
Es la primera banda de Vincent desde su partida de Falling in Reverse en 2015.
Lanzaron su álbum debut llamado "Vanquish the Demon" el 6 de diciembre de 2016.
Se embarcaron en un pequeño recorrido por el club llamado "Vanquish the West Tour" a mediados de 2017.
La banda también fue el acto de apertura de LoudPark en Japón, sin embargo, Wyatt Cooper no pudo asistir. Debido a esto, el exbaterista de Falling In Reverse Ryan Seaman se reunió con Vincent para el show.

## Vida personal
Vincent se mudó a los Estados Unidos a la edad de 20 años y vive en Las Vegas, Nevada.
Él ha estado en una relación con Crystal Stoney, una fotógrafa con sede en Las Vegas, desde 2014.
A pesar de ser conocido principalmente como guitarrista de metal, toca una fusión de jazz, siendo Frank Gambale una de sus mayores influencias.
En su tiempo libre, además de tocar la guitarra, ha declarado que practica el piano, entrena en su Muay Thai y le gusta jugar videojuegos.

## Guitarras
Jacky Vincent ha usado previamente guitarras Jackson como sus instrumentos principales, y posee 1 Dinky y 2 solistas. Sin embargo, ahora está respaldado por Dean Guitars. Jacky Vincent ahora tiene 2 guitarras exclusivas de Dean en las cuales es la guitarra principal que usa. Viene en color morado, tiene 24 trastes, tiene pastillas EMG y tiene una rosa floyd especial. Las especificaciones de su guitarra característica se enumeran en el sitio web de Dean Guitars. Su otra guitarra característica de Dean tiene la clásica configuración de superstrat HSH, tiene un cuello atornillado y viene en acabado negro con herrajes de color púrpura y un mástil de arce.

## Discografía
Falling In Reverse
- The Drug In Me Is You (2011)
- Fashionably Late (2013)
- Just Like You (2015)

Solista
- Star X Speed Story (2013)
- Life Imitating Art  (2018)

Cry Venom
- Vanquish the Demon (2016)[6]

## Videografía
Falling In Reverse
- "The Drug In Me Is You" (2011)
- "I'm Not A Vampire" (2011)
- "Raised By Wolves" (2012)
- "Good Girls Bad Guys" (2012)
- "Alone" (2013)
- "Bad Girls Club" (2013)
- "Gangsta's Paradise (Coolio cover)" (2014)
- "Just Like You" (2015)

Cry Venom
- "Second Wind" (2017)

Solista
- Awakener (2018)
- Nowhere To Look but Inside (2018)

## Premios
| Año  | Premio                                            | Resultado |
| ---- | ------------------------------------------------- | --------- |
| 2012 | Alternative Press: Mejor guitarrista              | Ganador   |
| 2013 | Alternative Press: Mejor guitarrista              | Ganador   |
| 2014 | Alternative Press Music Awards: Mejor guitarrista | Nominado  |
| 2015 | Alternative Press Music Awards: Mejor guitarrista | Nominado  |